# Eupatula macrops
Eupatula macrops là một loài bướm đêm trong họ Noctuidae.